# Комі міфологія
Комі міфологія — комплекс міфологічних, як язичницьких, так і синкретичних уявлень і вірувань, спільних для обох комі народів — зирян і перм'яків.
Комі міфологію значною мірою було втрачено в процесі християнізації, однак завдяки окремим, як доволі раннім історичним, так і тим, що збереглися дотепер, відомостям, вона піддається реставрації і реконструкції. 
Вже найдавніше письмове джерело «Житіє Стефана Пермського» (XV ст.) оповідає про багатобожжя в давніх комі (боги води, повітря, ловів, численні божества лісу), про поклоніння тваринам, деревам і гаям, вогню, Сонцю та ідолам (Зарні Ань «Золота Баба»).
Верховне божество комі — Єн, свідоцтва про яке зберіг фольклор, — деміург. В дуалістичних міфах комі-зирян йому протистоїть Омьоль (або лісовик, ймовірно, запозичений в росіян або росіянами), у перм'яків — Куль («дідько»).
Згідно з етногонічним міфом комі походять від братів Ост'яса і Ош'яса, що панували у величезному залюдненому краю в старі часи загального добра і достатку, коли не було потреби ані орати, ані сіяти. Давні люди мали обов'язок приносити жертви божеству Йомалю і за відмову офірувати були вигнані в ліси величезним чарівним коршаком, який був такий велетенський і такої сили, що від помаху його крил лунав грім, а з дзьоба вивергалось полум'я. Коли якось одна пір'їна випала з крила цього коршака, то вдарившись об землю, породила величезне гірське пасмо, відоме зараз як Уральська гряда, що назавжди перекрило давнім комі зворотний шлях на прабатьківщину.
Давні перекази комі зберігають також вірування в чудь, чудинів — народ (народець), що за сивої давнини втік чи то під землю, чи подалі в лісові хащі. За одними переказами, чудини є пращурами зирян, за іншими — представниками давніх племен, що втікали від християнізації.
У міфології південних зирян (наприклад, Усть-Куломських), а також особливо в комі-перм'яків, є перекази про культурного героя Пєра-богатиря, що боронить рідний край від зазіхань і нападів чужоземних ворогів (часто в образі зооморфних і/або антропоморфних чудовиськ). Іншими подібними локальними в зирян культурними героями є Кьорт-Айкка («Залізний старець»), Їркап; в перм'яків — Кудим Ош (перший коваль).     
Ще в 1-й пол. ХХ ст. зберігались залишки віри в духів — лісовиків вьорса, водяників ва олись, банників пивсянка тощо.